# جیمز بروکر

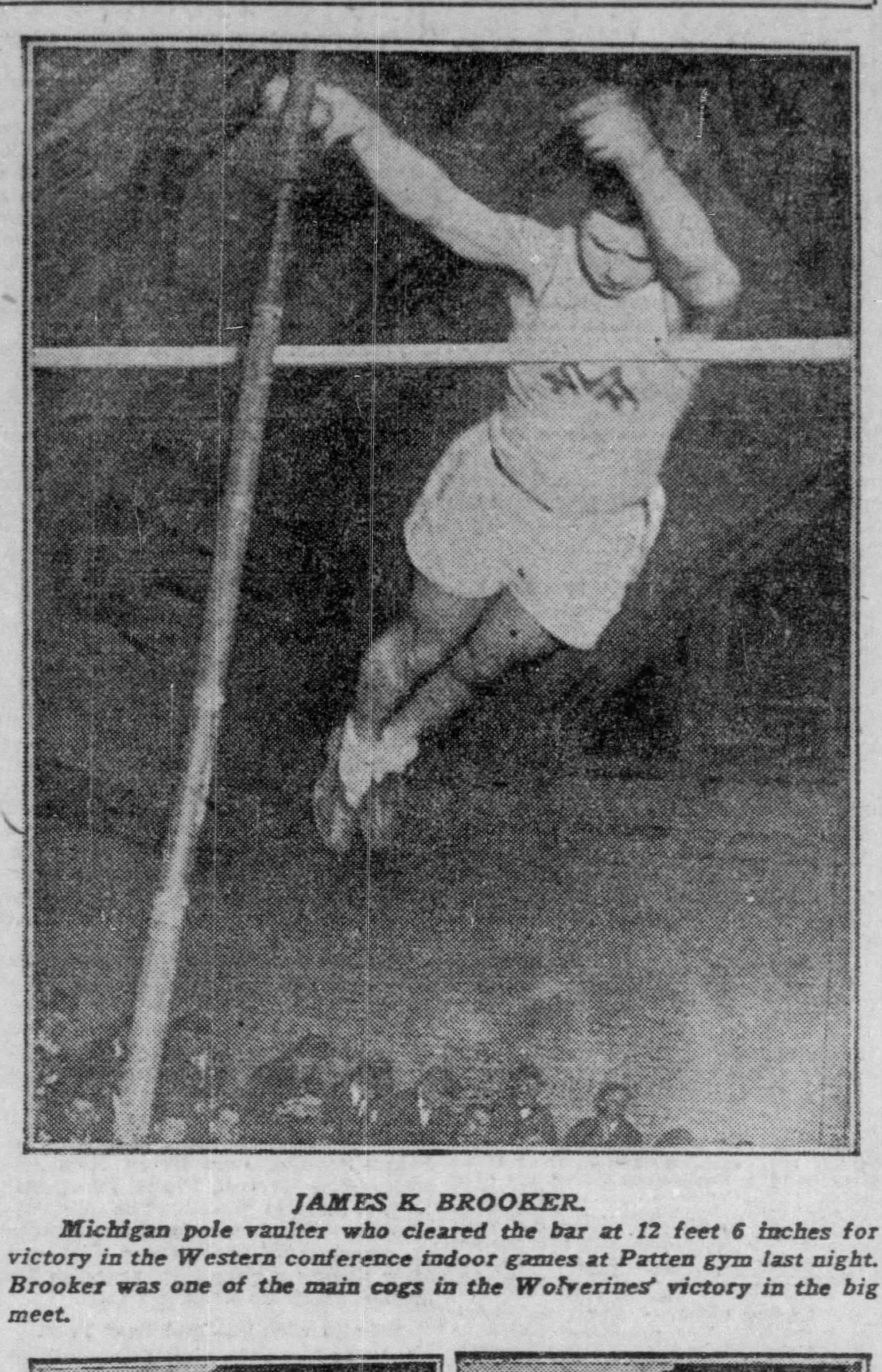
جیمز بروکر - ۱۹۲۳

جیمز بروکر (انگلیسی: James Brooker; ۱۲ اوت ۱۹۰۲ – ۲۵ سپتامبر ۱۹۷۳) ورزشکار دو و میدانی اهل ایالات متحده آمریکا بود.